# Bryan Soumaré
Bryan Soumaré, né le 11 février 1999 à Saint-Quentin, est un footballeur français qui évolue au poste de milieu offensif.

## Biographie

### Carrière
Formé à l'Olympique Saint-Quentin avec qui il joue en National 3, Soumaré rejoint le Dijon FCO en 2019, signant son premier contrat professionnel à 20 ans, alors qu'il raconte avoir vécu dans la précarité auparavant.

#### Dijon FCO
Il fait ses débuts en équipe professionnelle avec Dijon, lors de la saison 2019-2020, où ses performances lui vaudront notamment d’être observé par des grands clubs étrangers comme le Chelsea FC.

#### Prêt à Sochaux
Le 20 mai 2020, il est prêté au FC Sochaux-Montbéliard afin de  progresser et d'obtenir plus de temps de jeu en Ligue 2.
À Sochaux, le jeune milieu de terrain s'impose rapidement comme titulaire, s'affirmant comme un joueur de plus en plus décisif,. Il retourne au Dijon FCO à l’issue de son prêt.

#### Retour à Dijon
De retour au Dijon FCO pour la saison 2021-2022, il est titulaire en début de saison sous les ordres de David Linarès mais va petit à petit perdre sa place dans le onze titulaire après la nomination de Patrice Garande. Il sera d'ailleurs écarté du groupe pro après le mercato hivernal.
La saison suivante, avec la nomination d'Omar Daf, il est titulaire lors de la 1re journée de Ligue 2 face à l'AS Saint-Étienne. À cette occasion, il inscrit son premier but sous le maillot dijonnais et contribue à la première victoire de son équipe cette saison (score final 2-1).

### Vie privée
Son nom de famille vient de son père qui a des origines françaises et sénégalaises. En novembre 2020, il lance une action solidaire visant à nourrir des familles ayant des difficultés financières, s'inspirant notamment des engagements sociaux de Marcus Rashford, en cette période où la pandémie entraine une forte précarité au sein de la population.